# Rallye Finnland 1978
Die 28. Rallye Finnland (auch 1000-Seen-Rallye genannt) war der 6. Lauf zur Rallye-Weltmeisterschaft 1978. Sie fand vom 25. bis zum 27. August in der Region von Jyväskylä statt.

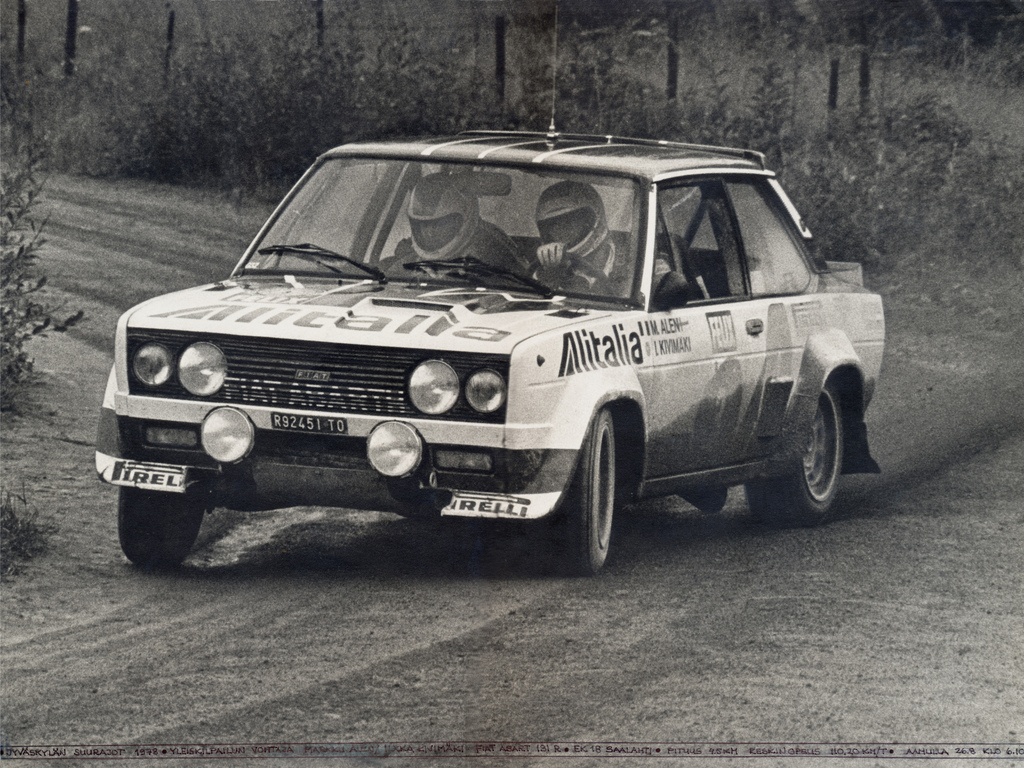
Markku Alén im Fiat 131 Abarth bei der Rallye Finnland 1978.

## Bericht
Für die Rallye Finnland haben sich insgesamt 108 Fahrzeuge eingeschrieben, darunter auch die Werksteams von Ford und Fiat. Hannu Mikkola (Ford) führte das Gesamtklassement bis zur 13. Wertungsprüfung an. Wegen eines Motorschadens musste der Finne die Rallye aufgeben. Markku Alén (Fiat) übernahm die Führung vor seinem Teamkollegen Timo Salonen und Pentti Airikkala (Vauxhall). Insgesamt kamen 55 Fahrzeuge ins Ziel. Nach diesem Doppelsieg lag Fiat mit 82 Punkten vor Opel (58) in der Marken-Weltmeisterschaft weitvoran.

## Klassifikationen

### Endergebnis
| Rang | Fahrer            | Co-Pilot         | Auto                      | Zeit (Std./Min./Sek.) | Rückstand Sieger (Min./Sek.) Rückstand V (Min./Sek.) |
| ---- | ----------------- | ---------------- | ------------------------- | --------------------- | ---------------------------------------------------- |
| 1    | Markku Alén       | Ilkka Kivimäki   | Fiat 131 Abarth           | 3:30:10               | 00:00                                                |
| 2    | Timo Salonen      | Erkki Nyman      | Fiat 131 Abarth           | 3:32:14               | 02:04                                                |
| 3    | Pentti Airikkala  | Risto Virtanen   | Vauxhall Chevette 2300 HS | 3:32:50               | 02:40 00:36                                          |
| 4    | Per Eklund        | Björn Cederberg  | Porsche 911               | 3:38:25               | 08:15 05:35                                          |
| 5    | Simo Lampinen     | Juhani Markkanen | Fiat 131 Abarth           | 3:40:54               | 10:44 02:29                                          |
| 6    | Tapio Raino       | Jaakko Markkula  | Toyota Celica             | 3:42:15               | 12:05 01:31                                          |
| 7    | Anders Kulläng    | Bruno Berglund   | Opel Kadett GT/E          | 3:43:08               | 12:58 00:43                                          |
| 8    | Kyösti Hämäläinen | Juhani Korhonen  | Ford Escort RS1800        | 3:46:34               | 16:24 03:26                                          |
| 9    | Leif Asterhag     | Anders Gullberg  | Toyota Celica 2000GT      | 3:46:50               | 16:40 00:16                                          |
| 10   | Markku Saaristo   | Timo Alanen      | Toyota Celica             | 3:48:47               | 18:37 01:57                                          |

Insgesamt wurden 55 von 108 gemeldeten Fahrzeuge klassiert:

### Herstellerwertung
| Pos. | Team    | Punkte |
| ---- | ------- | ------ |
| 1    | Fiat    | 82     |
| 2    | Opel    | 58     |
| 3    | Ford    | 56     |
| 4    | Porsche | 53     |
| 5    | Toyota  | 34     |

Die Fahrer-Weltmeisterschaft wurde erst ab 1979 ausgeschrieben.